# 伊萬尼夫卡 (多夫然斯克區)
48°30′5″N 39°45′54″E / 48.50139°N 39.76500°E
伊萬尼夫卡（烏克蘭語：Іванівка）是位於烏克蘭東部的村莊，由盧漢斯克州多夫然斯克區的索羅基內市鎮負責管轄。該村始建於1833年，面積2平方公里，海拔高度84米，2001年人口211，人口密度每平方公里105.5人。